# Conto de réis
Le conto de réis (compte de réaux) est une expression adoptée au Brésil et au Portugal pour indiquer un million d'unités de la monnaie, le real, qui précéda le cruzeiro au Brésil et l'escudo au Portugal.
Un conto de réis correspondait donc à un million de réaux (reais ou réis).
Au Portugal, après le remplacement du real par l'escudo, l'expression conto de réis a été utilisée pour indiquer mille escudos. L'expression a généralement été abrégée en conto, en particulier pendant les dernières décennies de l'existence de l'escudo.
Dans l'usage oral comme dans la presse écrite, le conto a survécu au remplacement de l'escudo par l'euro, avec une valeur de 5 euros.